# Bleury-Saint-Symphorien
Bleury-Saint-Symphorien – dawna gmina we Francji, w Regionie Centralnym-Dolina Loary, w departamencie Eure-et-Loir. W 2013 roku populacja gminy wynosiła 1301 mieszkańców. 
Gmina została utworzona 1 stycznia 2012 roku z połączenia dwóch wcześniejszych gmin: Bleury oraz Saint-Symphorien-le-Château. Siedzibą gminy została miejscowość Saint-Symphorien-le-Château. 
Gmina istniała zaledwie 4 lata, ponieważ w dniu 1 stycznia 2016 roku z połączenia dwóch ówczesnych gmin – Auneau oraz Bleury-Saint-Symphorien – utworzono nową gminę Auneau-Bleury-Saint-Symphorien. Siedzibą gminy została miejscowość Auneau.